# شيفروليه 9 سي 1

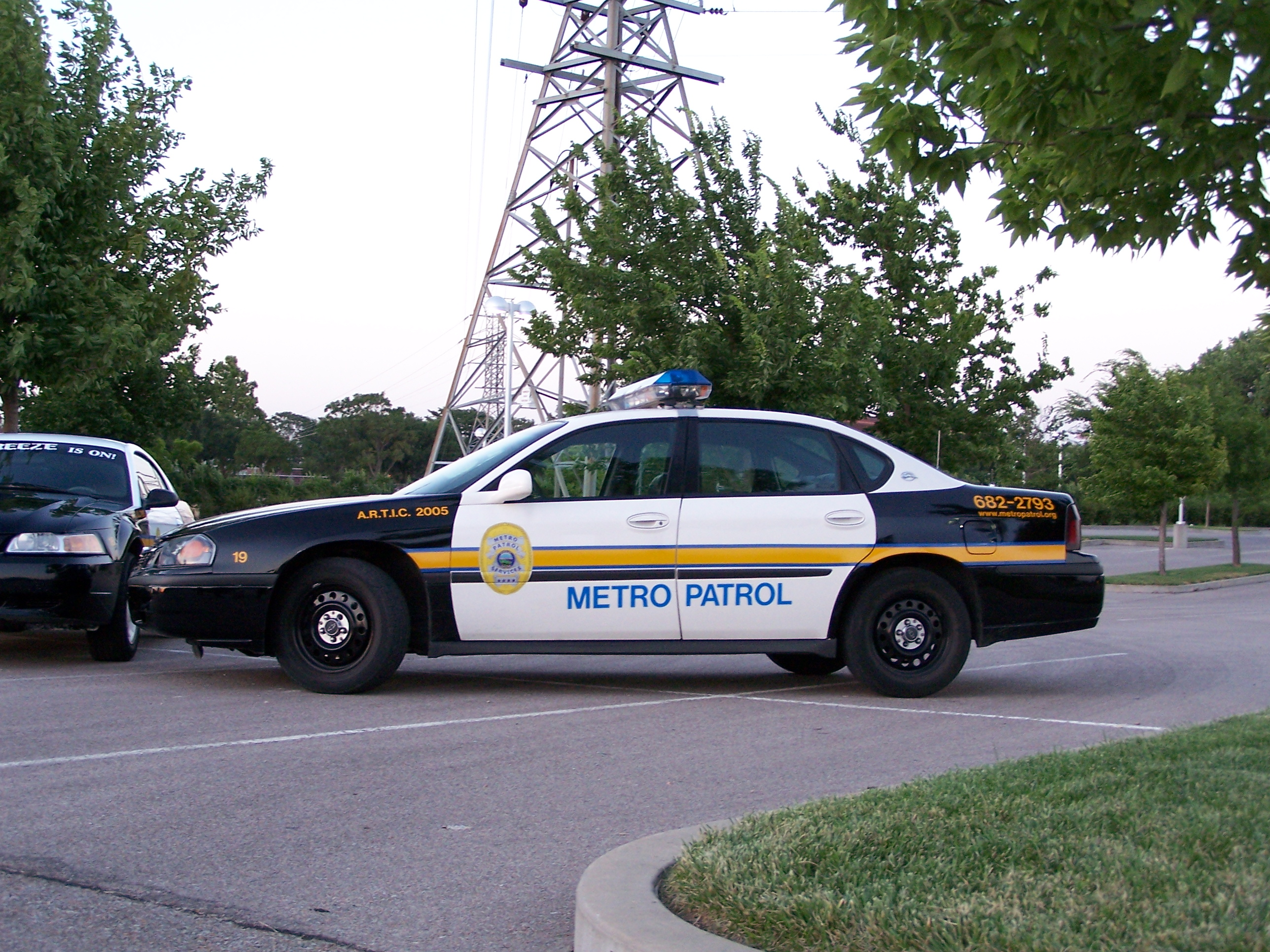
سيارة شيفروليه 9 سي 1 المخصصة للشرطة

9C1 هو رمز إنتاج معتمد من شركة شيفروليه للإشارة إلى المركبات المصممة خصيصًا للاستخدام كسيارات شرطة أو مركبات طوارئ. تسوق هذه المركبات تحت اسم مركبة مطاردة الشرطة أو مركبة دورية الشرطة. صُممت حزمة 9C1 للتنافس مع مركبات الشرطة من فورد ودودج تشارجر ودودج دورانجو التي تنتجها شركة ستيلانتيس.
تتضمن حزمة 9C1 تعديلات وترقيات تختلف حسب منصة السيارة، لكنها عمومًا تهدف إلى تعزيز المتانة وتحسين الأداء. كما تحتوي الحزمة على تصميم مخصص يسهل تركيب معدات وأضواء الطوارئ.
تصنف جنرال موتورز مركبات 9C1 كمركبات أسطول، وتُدرج الحزمة ضمن خيارات المعدات الخاصة، بدلاً من خيارات أمر الإنتاج العادي. يمكن العثور على رموز الإنتاج لكلتا الفئتين على ملصق الإنتاج الموجود عادةً داخل صندوق القفازات في معظم مركبات جنرال موتورز الحديثة.

## الإنتاج
صنعت السيارة لتضم خيارات معروفة بكود خيارات المعدات الخاصة (SEO) وهي مختلفة عن كود نظام الإنتاج المنتظم (PRO)، وكلا المجموعتين من الخيارات (أو الأكواد) موجودة في ملصق الكود في السيارة. وقد تمت تحديثات وتعديلات مختلفة لكل نسخة من السيارة حسب النوع والإمكانيات المستهدفة، إلا أن تركيز التحسينات استهدف بشكل أساسي مقدرة أداء السيارة على التحمل، وهناك تصميمات استهدفت تحسين الأداء في حالات الطوارئ لتوفير إضاءة قوية والمعدات اللازمة.

## الأنواع

### نوفا 9سي1
قدمت سيارة نوفا 9سي1 لوكالات الشرطة بين سنوات 1975 و 1979، واشتهرت بكونها من أكثر سيارات الشرطة المستخدمة في مدينة لوس أنجلوس الأمريكية، وقدمت نوفا 9سي1 في هيكل كوبيه وهيكل 4 أبواب سيدان.

### ماليبو 9سي1
هو نموذج مشهور استخدمته أجهزة الشرطة، وفي سنة 1979 شارك المدير التنفيذي والرياضي إيفيرت بيرس مارشال بالسيارة في سباق كانون بول وحصل على المركز الثالث عشر وذلك مع محرك كمارو إل إم1 350 زد-28.

### إمبالا 9سي1 (المنصة W)
قدمت حزم سيارات الشرطة 9سي1 الجيل الثامن من إمبالا بين سنوات 2000-2005 والجيل التاسعبين 2006-2013.

## هولدن كومودور 9سي1

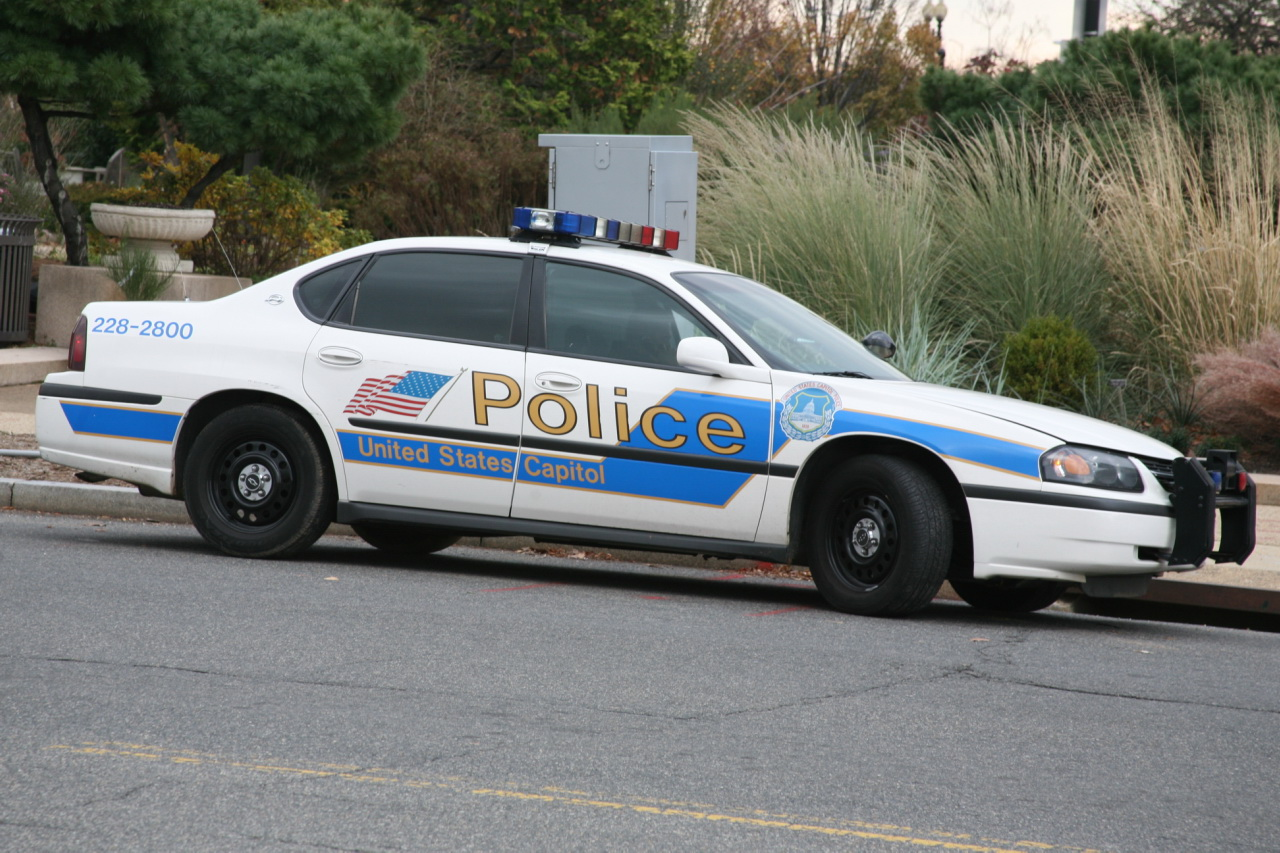
شيفروليه إمبالا 9سي1 (2000-2005)

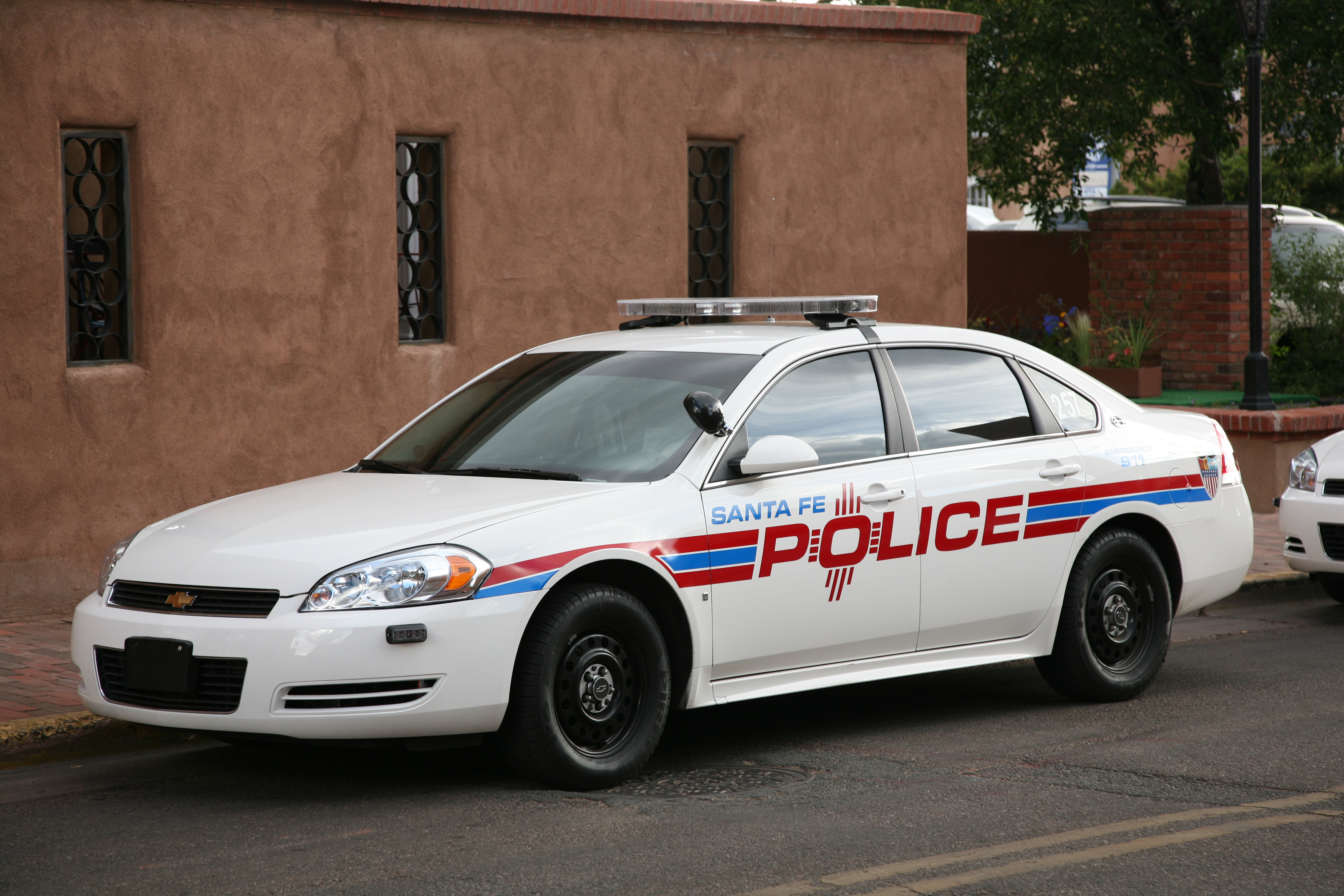
شيفروليه إمبالا 9سي1 (2012-2016)

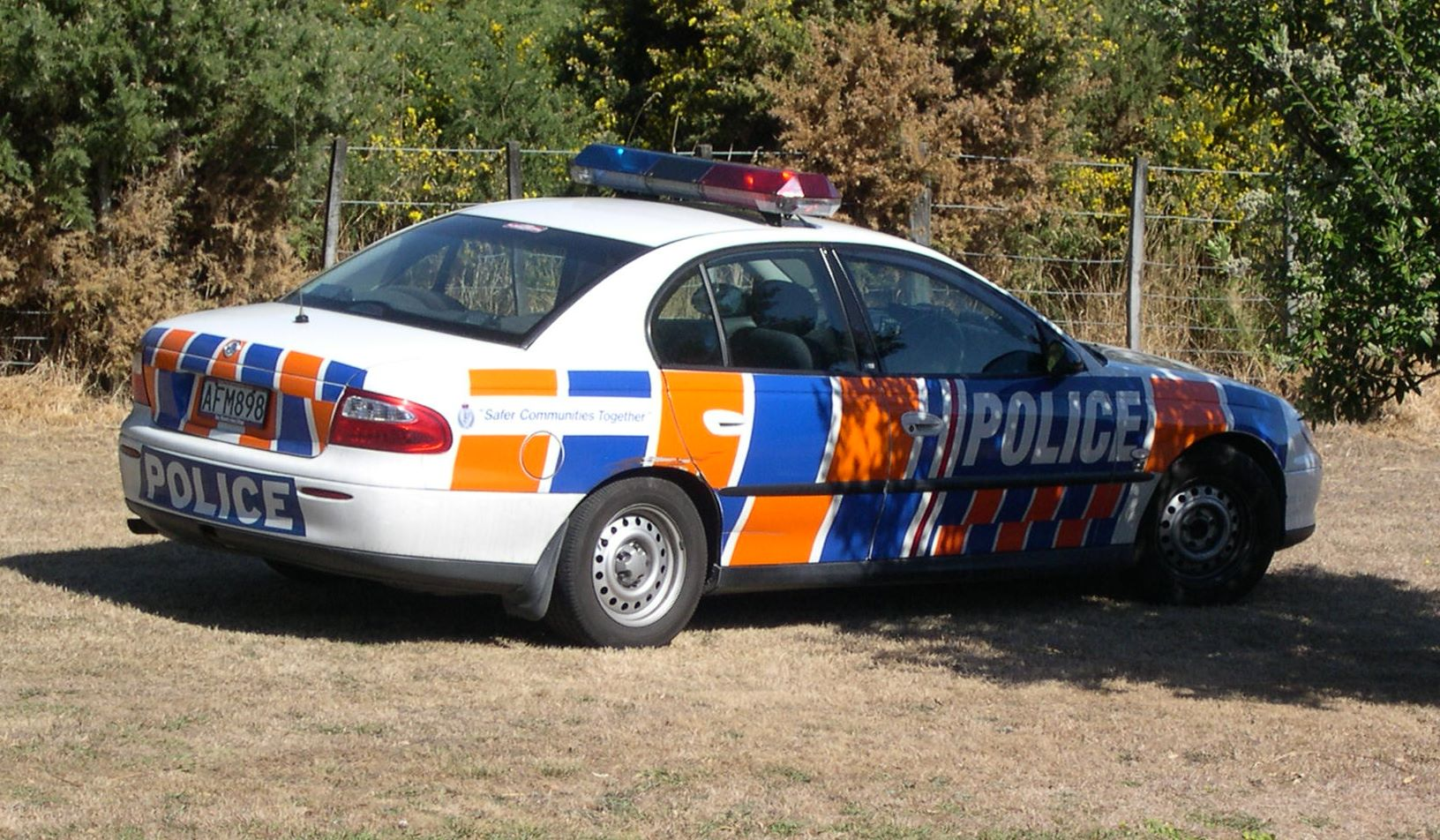
سيارة شرطة نيوزيليندية من طراز 9سي1

استخدمت شركة جنرال موتور أسماء علامات سيارات مشهورة لترويج منتجاتها خارج أمريكا الشمالية، ومن ضمنها إدراج سيارات شيفروليه 9سي1 باسم علامة شركة هولدن الأسترالية، وذلك ضمن سلسلة هولدن كومودور، حيث أنتجت نسخ مختلفة من السيارة باسم هولدن كومدور 9سي1 وهولدن كومودور في زد وهولدن كومودور في تي ولومينا 9سي1، وذلك بدايةً من سنة 1997 إلى سنة 2000 لنموذج في تي ومن سنة 2004 إلى 2006 لنموذج في زد، ومع نجاح شركة جنرال موتورز في تسويق سياراتها المصنعة في الشركات الأصغر مثل هولدن، زاد الإقبال على شراء السيارة في أستراليا ونيوزيلندا وبعض دول الخليج. وكما هي بقية سيارات كود 9سي1، اشتملت السيارة ذات الألوان البيضاء غالبًا على المعدات اللازمة لتوفير الأداء الأفضل للعاملين في جهاز الشرطة، مثل الأكياس الهوائية في المقاعد الأربعة ونظام تعليق هوائي سريع وإضاءة قوية داخل السيارة ومركزة نحو الزوايا والوسط.

## 9سي3
طرحت سيارات حزمة 9سي3 في نفس وقت طرح 9سي1 في أغلب الأسواق على مدار تاريخ إنتاج السيارة. يتشابه التركيب بين الحزمتين في أهم الخصائص، والاختلاف الأكبر هو كون التصميم الداخلي لنموذج  9سي3 موجه لاستخدامات أكثر مدنية لدى رجال الشرطة مثل الضباط المشرفين، وبدأ إنتاج تصميم داخلي يستهدف المستهلك بدرجة أكبر مع الجيل الثامن من إمبالا في سنة 2001 وحتى الجيل التاسع من إمبالا. وسيارة الشرطة الحاملة لكود 9سي3 عرضت للمرة الأولى مع الجيل الأول من شيفروليه لومينا في 1992 ومرة أخرى مع الجيل الثاني في 1995 بحجم متوسط.

## وصلات خارجية
- GM Fleet and Commercial - Government - Police Vehicles
- Original 9c1 owner forums
- New Caprice.Com - worldwide owner to owner support for the privately owned Chevrolet Caprice PPV